# 마트로스카야 티시나 감옥
마트로스카야 티시나 감옥(Matrosskaya Tishina)은 모스크바 북동부의 감옥이며, 미하일 호도르콥스키와 1991년 8월 쿠데타 가담자들이 수감된 것으로 유명하다.